# Bošnjane (okręg rasiński)
Bošnjane (cyr. Бошњане) – wieś w Serbii, w okręgu rasińskim, w gminie Varvarin. W 2011 roku liczyła 1713 mieszkańców.